# Groupe SCL
Le groupe SCL était une société britannique privée fondée en 1990 par l'américain Steve Bannon avec l'anglais Nigel Oakes afin de mettre les progrès de la psychométrie et de la psychologie comportementale au service de la communication stratégique (militaire, gouvernementale, affairiste ou le plus souvent électorale et politique) en les combinant à ceux du traitement quantitatif des données. SCLE (ou SCL Elections Ltd) s'est décrite comme une « Agence mondiale de gestion des élections »).
Le groupe, ses succursales et ses sociétés filles ou satellites (SCL Group Limited, SCL Analytics Limited, SCL Commercial Limited, SCL Social Limited, SCL Elections Limited, Cambridge Analytica (UK) Limited et Aggregate IQ) ont (durant environ 25 ans pour certaines), secrètement combiné des données publiques, des données issues d'études scientifiques, des données issues du renseignement parfois, et des données issues du big data (par data mining, ce qui a été facilité par l'explosion de l'Internet au tournant du XXIe siècle).

Avec ces données, SCL faisait du « psychographic profiling », c'est-à-dire construisait des « profils psychologiques » d'individus appartenant à divers publics cibles, grâce notamment à des modèles mis au point à l'université de Cambridge. Le groupe pouvait ensuite conduire des opérations d'astroturfing microciblées. Il le faisait via les médias sociaux ou d'autres médias, pour délivrer des messages subtilement adaptées à la psyché de l'individu-cible ou de groupes-cible), de manière à modifier - sans même qu'ils en aient conscience - certains de leurs comportements, conformément à l'objectif du client (industriel, politique ou militaire).
SCL s'est déclarée en faillite en 2018 après le scandale Facebook-Cambridge Analytica/AggregateIQ dans lequel elle était impliquée.

## Positionnement dans l'échiquier politique
En Europe et en Amérique du Nord, SCL s'est toujours mis au service de la droite conservatrice (ses dirigeants, propriétaires et investisseurs ont des liens étroits avec le Parti conservateur, tant au Royaume-Uni qu'aux États-Unis, et en particulier avec sa frange libertarienne de droite). 
Les finances de SCL incluaient plusieurs des plus gros donateurs de Partis conservateurs, dont la famille Mercer.
Dans les pays en développement, le groupe se montrait plus opportuniste.

## Histoire
En 1990, Nigel Oakes, homme d'affaires britannique initialement actif dans la production télévisuelle et la publicité, fonde le Behavioral Dynamics Institute (BDI) qu'il présente comme un Centre de recherche pour la communication stratégique. Il en est le PDG.
En 1993, l'étude des comportements de masse, et de la manière de les modifier, conduit Oakes à créer ce qu'il nomme des laboratoires de communication stratégique.
Ce dernier pensait que pour massivement influencer et manipuler l'opinion publique, il faut impérativement des connaissances académiques fines en psychologie/anthropologie, qui ne peuvent qu'être acquises et mises en œuvre avec l'aide d'universitaires. Grâce au BDI, il peut tester ses hypothèses. Il estime pouvoir ainsi avoir plus de succès qu'avec toutes les méthodes traditionnelles de publicité et de propagande électorale.
En 2005, le 20 juillet, SCL est officiellement créée par Nigel Oakes et Steve Bannon (sous le statut juridique de Private limited Company, avec comme adresse postale le 4 Mount Ephraim Road, Tunbridge Wells, Kent, TN1 1EE, selon le registre du commerce anglais). Steve Bannon est l'un des principaux portails de l'ultra-droite américaine sur le Net, un politicien américain d'extrême droite très influent qui de 2012 à 2016 dirigera Breitbart, sera le conseiller de campagne de Trump, puis son conseiller à la Maison-Blanche. Le nom de l'entreprise est « SCL Group Limited », SCL étant ici l'acronyme de Strategic Communication Laboratories (SCL). Le groupe SCL, selon le registre du commerce anglais inclut aussi SCL Elections Limited, Cambridge Analytika (UK) limited, SCL Commercial Limited et SCL Social Limited.
Il existe aussi SCL Analytics limited, créée le 23 octobre 2015 avec le statut de Private limited Company, détenue à 100 % par Alexander Nix, avec comme raison sociale Activités de relations publiques et de communication et avec comme adresse postale : 4 Mount Ephraim Road, Tunbridge Wells. Son Directeur en était Roger Michael Gabb (du 23 octobre 2015 au 28 mars 2018), Alexander James Ashburner Nix en étant PDG (du 23 octobre 2015 au 30 April 2018) alors que Julian David Wheatland était appointé comme directeur-consultant (du 23 octobre 2015 au 26 juin 2020).
Le BDI (Behavioral Dynamics Institute, créé 15 ans plus tôt) ne disparait pas, mais devient une filiale à but non lucratif de SCL, attirant moins l'attention et bénéficiant d'avantages fiscaux pour ses investisseurs (parmi lesquels le banquier Paul David Ashburner Nix, dont le fils Alexander Nix est devenu un proche associé des frères Oakes (Nigel et Alexander),. L'un des anciens directeurs est Lord Ivar Mountbatten (né le 9 mars 1963, homme d'affaires et cousin éloigné de la reine Élisabeth II et du prince Philip, duc d'Édimbourg.
Parmi les investisseurs de la société figuraient Jonathan Marland (dit « baron Marland ») et Roger Gabb, un important donateur du Parti conservateur enregistré comme ayant un contrôle significatif sur la société à partir de 2018.
Dès sa création, SCL a commencé à cibler certains publics jugés stratégiques pour faire basculer des élections de pays en développement.
Mais, SCL, avec le même genre de techniques de micro ciblage et de modification de la psyché, s'est aussi engagé dans la conduite d'opérations de guerre psychologique dans des contextes militaires, au service des armées américaines et britanniques lors de la guerre en Afghanistan et en Irak, et parfois au service de l'OTAN. SCL aurait également été proche de la famille royale britannique (Nigel Oakes, fondateur de SCL a été le second « petit ami sérieux » de cousine de la reine, Lady Helen Taylor née Windsor). SCL était aussi proche de l'armée britannique qui en a été client et qui a introduit SCL dans les milieux de l'OTAN.
En 2013, SCL Elections a créé deux filiales : Aggregate IQ au Canada, et Cambridge Analytica au Royaume-Uni.
Ces deux filiales, en lien étroit avec divers Think tanks de la droite libertarienne appartenant généralement au Réseau de Stockholm et/ou au Réseau Atlas (deux réseaux respectivement européen et mondial de Think tanks et groupes de pressions libertariens de droite), ainsi qu'au réseau informel du 55 Tufton Street. Ces filiales ont notamment soutenu (avec l'aide de millions de dollars apportés par le milliardaire américain Robert L. Mercer) les campagnes des conservateurs Ted Cruz et Donald Trump (élection présidentielle américaine de 2016),. Elles se sont aussi notamment mises au service de la campagne de Vote Leave/Leave.EU et des conservateurs et libertariens anglais et américains en faveur du Brexit.
En 2020, SCL a ouvert un bureau associé au Caire, en pleine pandémie de COVID-19, lié à la société bahreinite Crow Trading ltd, fondée par le Dr Mohamed Y. Abdelrahman, un scientifique égyptien en psychologie comportementale.
Le groupe SCL, vendant son savoir-faire de manipulateur professionnel d'élections, voire de coups d'État, se devait de rester discret. Il est resté pendant plus de 20 ans inconnu du grand public, puis il a été brutalement mis en lumière par le témoignage de Christopher Wylie (ancien directeur de recherche de Cambridge Analytica jusqu'en 2014, qui, pris de remords après avoir constaté que son travail avait servi l'extrême droite américaine et conduit à l'élection de Donald Trump, a dénoncé publiquement ses activités). Avec Shahmir Sanni, David Caroll et d'autres lanceurs d'alerte internes ou externes à la nébuleuse SCL, il est à l'origine de la révélation du scandale Facebook-Cambridge Analytica/AggregateIQ (scandale ayant co-impliqué les parti conservateurs anglais et les deux entreprises-sœur, respectivement filiales anglaise et canadienne de SCL Elections), de même que Crow Business Solutions MENA.
Le 1er mai 2018, la société se déclare en faillite et clôture officiellement ses activités. Les liquidateurs de SCL sont Vincent John Green et mark Newman de Crowe UK LLP (basé à Tunbridge Wells dans le Kent),.

### Cadres
Selon les déclarations de SCL faites au registre du commerce, les cadres de SCL ont été :
- Alexander Waddington Oakes (né en novembre 1968, jeune frère de Nigel Oakes), Directeur du groupe du 20 juillet 2005 au 28 janvier 2016, et Secrétaire, du 31 mars 2014 au 28 janvier 2016
- David Ferguson Christie (né en aout 1970), directeur des investissements, embauché le 12 janvier 2007, révoqué le 20 décembre 2007
- Roger Michael Gabb (né en novembre 1938), directeur du groupe, embauché le 10 novembre 2005, révoqué le 28 mars 2018
- Alexander James Ashburner Nix (né en mai 1975), directeur du 20 juillet 2005 au 7 décembre 2012, puis du 28 janvier 2016 au 30 avril 2018 (licencié)
- Nigel John Oakes (né en juillet 1962), directeur du groupe du 3 octobre 2005 au 5 juin 2018
- Geoffrey Edwin Pattie (né en janvier 1936), directeur du 10 novembre 2005 au 1er décembre 2008
- Julian David Wheatland (né en juillet 1961), directeur du 10 novembre 2005 au 12 janvier 2007, puis PDG (CEO) du 20 décembre 2007 au 26 juin 2020
- John Michael Bottomley, Secrétaire, embauché le 20 juillet 2005, révoqué le 31 mars 2014

Note : la SDG SECRETARIES LIMITED « Nominee Secretary », une société-écran, a été utilisée une journée, le 20 juillet 2005

### Spécialités
Après un premier succès commercial, SCL semble s'être principalement développé dans les arènes militaires et polico-financières, deux domaines se confondant parfois (dans les États totalitaires notamment et/ou lors d'un coup d'État). Grâce à ce qu'il appelle des « opérations psy », SCL peut produire un aperçu de ce que pense un public cible, puis modifier, selon ses dires, cette pensée. SCL a affirmé être en mesure d'aider à fomenter des coups d'État.

#### Dans le domaine militaire
Dans le complexe militaro-industriel, SCL est devenu connu pour son implication dans des campagnes de désinformation militaire liées à la guerre en Afghanistan et en Irak, avec des résultats à long terme difficiles à évaluer. SCL développe alors des « Psyops » (Opérations psychologiques mises en œuvre par les militaires qui veulent opérer un changement de sentiment de masse dans une population ; ce qu'on désigne autrement en parlant de « gagner les cœurs et les esprits »).
En 2005, « avec une exposition fastueuse » au salon DSEI (Defence and Security Equipment International, « la plus grande vitrine du Royaume-Uni pour la technologie militaire »), SCL a confirmé sa capacité à « mener des opérations d'influence » pour aider à orchestrer une campagne sophistiquée de tromperie de masse sur le public d'une grande ville comme Londres.
SCL a notamment compté parmi ses conseillers Steve Tatham (via un groupe consultatif sur l'influence). Ce Haut-gradé de Royal Navy a enseigné les méthodologies de SCL aux divisions PSYOPS de l'OTAN via Iota Global, partenaire régulier de SCL. Et selon sa présentation sur le site de SCL, « en près de 25 ans de service dans l'armée, Tatham a commandé l'unité anglaise 15 Psychological Operations Group (unité PSYOPS fantôme crée après la Guerre du Golfe de 1991 par le Royaume-Uni, homologues américains des 2e, 4e, 7e et 8e groupes MIS / Psych Ops) et aurait joué un rôle déterminant dans les activités d'influence du Royaume-Uni dans les conflits en Sierra Leone, en Irak, en Afghanistan (ancien chef des opérations psychologiques des forces britanniques en Afghanistan) et en Libye ». En 2007, Tatham a été le premier directeur de la « recherche avancée en communication » au ministère de la Défense, au sein du groupe de recherche et d'évaluation de l'Académie de défense britannique. Il a occupé ce poste jusqu'en 2010. Il a également conseillé, sur les opérations d'« influence », les plus hauts niveaux du gouvernement britannique. Il a été expert en « influence » pour le développement des doctrines britanniques et de l'OTAN en matière de communication stratégique. Il a été conférencier et conseiller « dans plus de 20 pays différent »). Une fois retraité, Tatham s'est plaint que The Guardian ait utilisé le mot « désinformation » dans un article sur Mercer à propos des stratégies de type « militaires » qui auraient pu être utilisées pour influer sur le cours et les résultats d'élections britanniques et américaines.
The Observer a eu accès à des courriers montrant son rôle au ministère britannique de la Défense, mais aussi au ministère anglais des Affaires étrangères et au sein de l'OTAN.
La journaliste incriminée jugeant étonnante cette réaction de la part de Tatham s'est intéressée de plus près à l'origine des données exploitées par les « analystes de données » de Cambridge Analytica et de sa discrète « consœur » canadienne Aggregate IQ. Elle a conclu que ces deux start-ups n'étaient pas des entreprises conventionnelle, mais avaient des relations particulières avec le complexe militaro-industriel britannique. Fait notable, ce n'est pas SCL qui a officiellement déclaré Cambridge Analytica au registre du commerce anglais, mais Alastair Carmichael MacWillson, connu comme un professionnel du renseignement britannique, de la sécurité et de la cybersécurité. Cambridge Analytica serait ainsi selon The Guardian très lié à l'establishment militaire anglais, généralement conservateurs et « de la vieille école ». Geoffrey Pattie (ancien sous-secrétaire d'État parlementaire chargé des achats de la défense et directeur de Marconi Defence Systems) était membre du comité de direction. Et Jonathan Marland (ancien représentant de David Cameron chargé des questions de commerce, pro-Brexit) un actionnaire.
Cambridge Analytica se serait ensuite aussi inscrite dans l'establishment militaire américain, bien plus puissant. Ainsi Chris Naler, (ancien commandant du centre des opérations de l'US Marine Corps) a récemment rejoint Iota Global, autre partenaire du groupe SCL. En 2017, dans une opération présentée comme participant à la lutte contre la corruption, SCL Group a signé un contrat de 50 000 $ avec Andreae and Associates (société américaine de «relations stratégiques» et de lobbying créée par Charles Andreae qui en est PDG depuis janvier 1990. Andreae a fait ses premières armes en politique de 1977 à 1990 comme assistant administratif du Sénateur américain conservateur Richard G. Lugar. Il a été PDG de Bell Pottinger (fermée à la suite d'un scandale de corruption et d'influence de grande ampleur révélé en 2017 en Afrique du Sud où Andreae a aidé la famille Gupta et le président Jacob Zuma à noyauter les cercles du pouvoir). Il a été consultant pour le groupe Visa. Andreae est selon lui diplômé en sécurité nationale de l’université de Georgetown, où il a étudié en de 1981 à 1982. Andreae a travaillé avec la CIA en Irak, et a avoué avoir créé de fausses vidéos présentées comme des vidéos de propagande d'Al-Qaïda,.
La psychologie sociale et l'analyse statistique intelligente du big data sont revendiquées par SCL et ses deux filiales en tant que sciences utilitaires. Selon Carole Cadwalladr (finaliste du prix Pulitzer 2019 pour ses enquêtes faites aux côtés du New York Times sur le scandale Facebook-Cambridge Analytica/AggregateIQ), pourraient être des paravents cachant un entrepreneuriat utilisant sans scrupule et de manière cachée des méthodes et stratégies militaires sur des populations civiles. David Miller (sociologue spécialistes des psyops et de la propagande à l'université de Bath) pense de même, et estime que ceci soulève « la question de savoir si nous vivons réellement encore dans une démocratie ou non ».

#### Dans le domaine politique
Selon son site Internet, SCL a participé à plus de 25 campagnes politiques et électorales internationales depuis 1994, principalement dans les pays en développement, où SCL a été payé par des militaires et/ou des politiciens pour étudier et manipuler l'opinion publique et la volonté politique. SCL dit ainsi avoir influencé des élections en Italie, Lettonie, Ukraine, Albanie, Roumanie, Afrique du Sud, Nigéria, Kenya, Maurice, Inde, Indonésie, Philippines, Thaïlande, Taïwan, Colombie, Antigua, Saint-Vincent & les Grenadines, Saint-Christophe-et-Niévès et Trinité-et-Tobago.
SCL s'était initialement impliquée dans des élections au Royaume-Uni, mais aurait cessé de le faire après 1997, car des membres de son personnel ne faisaient pas preuve de la même « sensibilité distante » que pour les projets réalisés à l'étranger. Mais ses sociétés-filles, Cambridge Analytica et/ou (selon les cas) AggregateIQ poursuivront activement ce travail, par exemple au service d'élus conservateurs d'Irlande du Nord et des promoteurs du Brexit (dont Vote Leave et Boris Johnson).
SCL allègue que sa « méthodologie » a été approuvée et entérinée par des organismes du gouvernement du Royaume-Uni et du gouvernement fédéral des États-Unis, entre autres.

## Gouvernance

### Structure(s) juridique(s)
Plusieurs entités/filiales se succèdent ou coexistent.
La société initiale a été statutairement constituée à Londres, à la Companies House le 20 juillet 2005 sous le nom de Strategic Communication Laboratories Limited, en utilisant le registraire des sociétés écrans SDG Registrars Limited (qui a ainsi agi au nom d'environ 4 500 entreprises). 
Jacquelyn James-Varga (qui avait déjà travaillé à la Mercer Family Foundation en est la dernière directrice.

Remarque : Strategic Communication Laboratories Limited existait antérieurement. Selon le registre anglais du commerce, elle a été rebaptisée Boldnote Limited (no 05270852) le 27 octobre 2004 par deux sociétés écran (SDG SECRETARIES LIMITED, et SDG REGISTRARS LIMITED), pour être finalement dissoute le 8 janvier 2013. Boldnote était dirigée par Alexander Waddington Oakes (à partir du 27 octobre 2004), avec Alexander Nix comme directeur financier (à partir du 27 octobre 2004), et John Michael Bottomley comme secrétaire (ce dernier était aussi secrétaire de SCL embauché le 20 juillet 2005, révoqué le 31 mars 2014).

### Conseil d'administration
En mars 2018, la société comptait quatre administrateurs : Roger Michael Gabb, Alexander Nix, Nigel John Oakes et Julian David Wheatland.

## Principales sous-entités
Elles sont :

### Cambridge Analytica (C.A)
Cette société a été créée par SCL pour influencer divers processus électoraux en faveur du parti républicain et de l'extrême droite aux États-Unis. 
SCL avait déjà pénétré le marché américain de l'influence électorale en 2012, étant déjà été impliqué dans 44 élections au Congrès américain, au Sénat américain et au niveau des États lors des élections de mi-mandat de 2014. « Cambridge Analytica a déclaré publiquement qu'il détenait jusqu'à 5 000 points de données sur chacun des plus de 230 millions d'électeurs américains ».
Dans son livre Mindfuck (2020), sous-titré « Le Complot Cambridge Analytica pour s'emparer de nos cerveaux » Wylie explique rétrospectivement que :
« à l’été 2014 Cambridge Analytica commença à développer, sur Facebook et d’autres plateformes, de fausses pages qui ressemblaient à des vrais forums, des vrais groupes et des vraies sources d’information. 
Il s’agissait d’une tactique extrêmement courante que la maison mère de Cambridge Analytica, SCL, utilisait depuis longtemps dans ses opérations de contre-insurrection partout dans le monde. […] Grâce à la manière dont fonctionnait l’algorithme de recommandation Facebook, ces pages apparaissaient dans le fil d’actualité de personnes ayant déjà liké des contenus similaires. Quand les utilisateurs rejoignaient les faux groupes créés par CA, ils découvraient des vidéos et des articles qui jetaient de l’huile sur le feu. Les conversations s’échauffaient sur la page du groupe et tout le monde se plaignait, ceci ou cela était tellement horrible ou injuste. 
[…] Désormais CA disposait d’utilisateurs qui 1) s’identifiaient en tant que membres d’un groupe extrémiste, 2) formaient un public captif, et 3) pouvaient être manipulés avec des données ». Le slogan de l'entreprise est « Data drives all we do » (Les données déterminent tout ce que nous faisons) et sa mission affichée est « de changer le comportement des gens grâce aux données ».
En 2015, il a été révélé que la start-up a copié une méthode d'extraction de données personnelles dans Facebook, et de production de profils psychologiques développée par deux psychométriciens : David Stillwell et Michal Kosinski (une application dénommée MyPersonality. Cette application rapidement devenue populaire sur facebook, créée par Kosinski, produisait en direct le « profil psychologique » d'usagers volontaires, notamment à partir du contenu de leurs comptes Facebook, puis Kosinski stockait ce profil, anonymysé, au profit des recherches de Stillwell ; C'est à partir de ces données (fournies en ligne par 58 000 volontaires) « facilement accessibles du comportement, les Facebook Likes », qu'ils ont montré dans la revue PNAS (2013) qu'un algorithme peut très efficacement « prédire une gamme d’attributs personnels très sensibles, notamment : l’orientation sexuelle, l’origine ethnique, les opinions religieuses et politiques, les traits de personnalité, l'intelligence, le bonheur, la consommation de substances addictives, la séparation des parents, l’âge et le sexe (...) Le modèle discrimine correctement les hommes homosexuels et hétérosexuels dans 88 % des cas, les Afro-Américains et les Américains de race blanche dans 95 % des cas, et entre les démocrates et les républicains dans 85 % des cas. Pour le trait de personnalité « Ouverture d'esprit », la précision de la prédiction est proche de la précision test-retest d’un test de personnalité standard ». Les auteurs avaient dans cet article ré-alerté sur les risques de fuites de données personnelles et d'utilisation de données psychométriques pour un ciblage à large échelle et des manipulations en ligne de milliers ou millions d'internautes (une possibilité déjà évoqué en 2009 par Ye Chen (de eBay) et des chercheurs tels que Dmitry Yurievich et Dmitry Yurievich Pavlov et John Francis Canny). 
selon le Centre de psychométrie de Cambridge : « En plus des données des tests, environ 40 % des personnes interrogées ont également choisi de partager les données de leur profil Facebook, ce qui a donné lieu à l’une des plus grandes bases de données de recherche en sciences sociales de l'histoire. L’application a été active jusqu’en 2012 et a recueilli des données auprès de plus de 6 millions de volontaires pendant cette période. Ces données ont été anonymisées et des échantillons ont été partagés avec des collaborateurs universitaires enregistrés dans le monde entier dans le cadre du projet myPersonality, ce qui a donné lieu à plus de 45 publications scientifiques dans des revues à comité de lecture. ». En 2018,  Stillwell et Kosinski ont décidé d'arrêter de partager ces données avec d'autres chercheurs car « La maintenance de la base de données, l'examen des projets, la réponse aux demandes de renseignements et le respect des diverses réglementations étaient devenus trop fastidieux pour l'entreprise »). 
Aleksandr Kogan connaissait parfaitement cette base de données car lui-même, et ses étudiants, avaient obtenu l'accès aux données de myPersonality pour leurs projets académiques en 2013 et 2014 . Le Psychometrics Centre lui a demandé de supprimer ces données en 2014. Kogan a affirmé à l'Université de Cambridge qu'il l'avait fait et qu'il ne les avait jamais utilisées dans ses activités avec SCL ou Cambridge Analytica. À l'époque, l'interface de Facebook était configuré de telle sorte qu'avec une telle application, non seulement l'application avait accès aux données du compte Facebook du répondant, mais aussi à celles de tous ses « amis » voire à des conversations privées.
Cambridge Analytica a fait de même, mais à bien plus grande échelle (selon l'enquête conduite par l'ICO « SCL/CA achetait des volumes importants de données à caractère personnel disponibles dans le commerce (selon une estimation, plus de 130 milliards de points de données), pour l'essentiel sur des millions d'électeurs américains, pour les combiner avec les informations de perspicacité dérivées de Facebook qu'ils avaient obtenues d'un universitaire de l'université de Cambridge, le Dr Aleksandr Kogan, et ailleurs. Pour l’essentiel, leurs modèles étaient également élaborés à partir d’outils analytiques 'prêts à l'emploi' ». Puis, avec ces données, et avec l'aide d'AggregateIQ, elle a pu ainsi influencer les primaires présidentielles du Parti républicain pour les élections de 2016 via des messages micro-ciblés. C'est d'abord Ted Cruz qui a ainsi été soutenu (Cambridge Analytica était fortement financé par le milliardaire en fonds spéculatifs, Robert Mercer, lequel était aussi un fervent partisan de Cruz… puis Donald Trump).
« Cambridge Analytica » (et sa société mère « SCL Elections »), ont fait l'objet d'enquêtes, au moins par les gouvernements britannique (ICO : Information Commissioner's Office), canadiens et américain.
La start-up a d'abord (en 2018) prétendu n'avoir rien fait d'illégal et avoir « été ruinée par de « nombreuses accusations sans fondement », mais après enquête, la Federal Trade Commission (« Commission fédérale du commerce ») a confirmé aux États-Unis que ses données avaient bien été volées aux internautes, via un « test de personnalité » présenté avec des termes « faux et trompeurs », prétendant mensongèrement ne pas télécharger les noms des personnes ni informations permettant de les identifier. Cambridge Analytica s'est mis en faillite… pour presque immédiatement ressusciter, à la même adresse sous le nom d'Emerdata Limited (voir plus bas).

### AggregateIQ
C'est la société-sœur de Cambridge Analytica, créée au même moment, également par SCL et avec les mêmes objectifs, mais basée au Canada, à Victoria. C'est à AggregateIQ que le groupe SCL a commandé sa plateforme logicielle Ripon, supposée utiliser une intelligence artificielle. 

### Emerdata Limited
En août 2017, Emerdata Limited est créée par une grande partie des anciens membres ou associés pour reprendre les actifs, les données et une grande partie du personnel de Cambridge Analytica, qui avait été mise en faillite,,,.
Cette société est créée par le responsable des données et le président de la société mère de Cambridge Analytica, SCL Group (qui a également clôturé ses activités le 1er mai 2018 après le scandale international qui l'a clairement mis en cause, ainsi que ses deux sociétés-filles),,.
Son siège à Londres, est basé à l'adresse qui était précédemment celle de Cambridge Analytica,,, et il a été noté que la société semblait offrir des services similaires à ceux que SCL Group, Cambridge Analytica et Aggregate IQ offraient,, faisant potentiellement de cette entreprise un successeur de Cambridge Analytica,,,.
Le conseil d'administration d'Emerdata inclut Johnson Chun Shun Ko, un officier de Frontier Services Group et homme d'affaires hong-konguais lié à Erik Prince (fondateur de Blackwater),. On y retrouve comme principal investisseur Rebekah Mercer (qui, avec sa famille était le principal investisseur de Cambridge Analytica).
Parmi le personnel, on retrouve Alexander Nix, ancien PDG de Cambridge Analytica,,,.
En janvier 2018, Emerdata aurait levé 19 millions de dollars auprès d'investisseurs internationaux. En mai 2018, Nigel Oakes (fondateur de SCL, et de ses filiales anglaises et canadiennes Cambridge Analytica et Aggregate IQ) reconnait que le but d'Emerdata était d'acquérir Cambridge Analytica et SCL, mais selon lui ce plan a été abandonné (sur le marché, Cambridge Analytica n'avait plus aucune valeur). Emerdata et sa filiale en partie détenue Firecrest Technologies Limited, créée par l'ancien PDG de Cambridge Analytica Alexander Nix, serait selon lui dissoute.
Finalement, en juillet 2019, il apparait qu'Emerdata a « entièrement acquis » les actifs de ces entreprises », repris une partie de leur personnel et payé les factures juridiques des sociétés SCL (au milieu d'une procédure de faillite qui aurait éventuellement pu apparaitre comme une faillite frauduleuse).

## Conséquences, suites, enquêtes nationales et internationales
Le 1er mai 2018, SCL Group (tout comme sa société-fille Cambridge Analytica) a déclaré qu'il fermerait ses activités en raison du scandale des données Facebook-Cambridge Analytica.

### Au Canada
À l'issue de l'enquête sur AggregateIQ, la suppression des données britanniques détenues par AggregateIQ demandée par l'ICO a été confirmée.

### Enquête FTC (Federal Trade Commission)
En 2019, la Federal Trade Commission (FTC, agence indépendante chargée aux États-Unis de la protection des consommateurs) a déposé une plainte administrative contre Cambridge Analytica pour utilisation abusive de données. Elle a aussi passé des accords avec son ancien PDG Alexander Nix et avec le psychologue développeur de l'application qui a volé les données des internautes Aleksandr Kogan, ces derniers acceptant de supprimer les données obtenues illégalement. En 2019, l'affaire contre la société Cambridge Analytica elle-même est toujours en cours.

### Enquête du bureau du commissaire à l'information du Royaume-Uni (ICO)
L'ICO (Elizabeth Denham) a obtenu des mandats de perquisition, et le 23 mars 2018, a saisi dans les bureaux de Cambridge Analytica plusieurs serveurs et une quantité importante d'éléments de preuve, ainsi que des documents de comptabilité pour en analyser les contenus. Elle y a notamment trouvé des preuves que SCL Elections et Cambridge Analytica préparaient une évacuation de leurs données vers l'étranger, mais l'ICO pense qu'ils n'en ont pas eu le temps.
En 2019, l'ICO confirme avoir détecté des « vulnérabilités systémiques » et a précisé que l'enquête ouverte à l'encontre de SCL Elections et Cambridge Analytica se poursuivrait, en dépit de leurs fermetures.
En 2020, un courrier de l'ICO fait savoir que l'enquête a été retardée par le contexte de la pandémie de COVID-19 et aussi parce que les actions de l'ICO sont soumises au contrôle judiciaire du Tribunal de première instance du Royaume-Uni et que des « parties prenantes potentielles » ont fait appel aux décisions de l'ICO :
- les libéraux-démocrates ont fait appel d'une mise en demeure permettant à l'ICO de vérifier la conformité de leur organisation à la législation sur la protection des données[65].
- l'UKIP a fait appel d'une mise en demeure exigeant la fourniture d'informations à l'ICO[65].
- Eldon Insurance (agissant sous le nom de GoSkippy) a fait appel de son avis d'évaluation et de certains avis de pénalité monétaire[65].
- Leave.EU a fait appel de son avis d'évaluation et de certains avis de pénalité monétaire[65].

Tous ces appels ont finalement été rejetés par le tribunal de première instance, ce qui doit permettre la tenue d'audits de conformité tant pour les libéraux démocrates que pour l’UKIP.
Eldon Insurance et Leave.EU ont eux fait appel auprès de l'Upper Tribunal.
Des audits de l'ICO faits en 2019-2020 ont aussi vérifié la conformité des mesures de protection des données dans 14 organisations associées à l’enquête initiale (principaux partis politiques, principales agences de crédit et principaux courtiers en données, et le Centre de Psychométrie de l’université de Cambridge. L'ICO a produit de nouvelles recommandations de modifications pour le respect de la loi.
À l'automne 2020, certains documents et matériels ont commencé à être rendus à leurs propriétaires, mais les données personnelles seront détruites par l'ICO lui-même. Quelques enquêtes de suivi sont encore en cours, et des plaintes ou problèmes ultérieurs relatifs à l'utilisation politique des informations personnelles dans d'autres campagnes politiques sont en cours de tri et d'enquête au sein de l'ICO.

### Amendes
Côté anglais, à la suite des actions du Bureau du Commissaire à l'information, les amendes ont été les suivantes :
- SCL Elections : 18 000 £ (pour non-respect d'un avis d'exécution du Commissaire à l'information) ;
- Vote Leave : 40 000 £, payées le 29 avril 2019 ;
- Leave.UE : 15 000 £, payées le 15 mai 2019 ;
- Le journal d'Emma : 140 000 £, payées le 29 août 2018 ;
- Facebook a de son côté, en octobre 2018 été soumis au Royaume-Uni a une amende de 500 000 £ (payée le 4 novembre 2019) pour ne pas avoir protégé les données personnelles de ses utilisateurs (et celles de leurs « amis sur Facebook »).

Aux États-Unis, 
- Facebook s'est vu infliger 5 milliards de dollars d'amende par la FTC, pour violation d'une précédente ordonnance de la FTC (cette somme est un record historique)[65]. En outre Facebook est mis en demeure de renforcer ses pratiques de confidentialité, car un premier 'supposé' renforcement n'avait pas été efficace, permettant à certaines applications de conserver l'accès aux données privées[67]. Un évaluateur tiers, doté de larges pouvoirs de contrôle, doit être nommé, avec l'approbation de la FTC. Celui-ci doit fournir une évaluation bisannuelle et indépendante des pratiques de confidentialité de Facebook. Le GAFAM a en outre fait l'objet d'enquêtes de la part de plusieurs autres autorités internationales de protection des données, notamment en Australie et au Canada. Toutes sont parvenues à des conclusions similaires[65].

### Disqualification d'Alexander Nix
En 2020, Alexander Nix a signé le 14 septembre 2020 une reconnaissance de disqualification, acceptée par Alok Sharma, le secrétaire d'État chargé des affaires, de l'énergie et de la stratégie industrielle au Royaume-Uni. Le service de l'insolvabilité a déclaré que « dans le cadre de cet engagement, Alexander Nix n'a pas contesté qu'il avait causé ou permis à SCL Elections Ltd ou à des sociétés associées de se vendre comme offrant des services potentiellement contraires à l'éthique, à des clients potentiels, démontrant un manque de probité commerciale ».
À compter du 5 octobre 2020, Alexander Nix n'est, pendant sept ans, plus autorisé à agir en tant qu'administrateur ou à s'impliquer directement ou indirectement, sans l'autorisation du tribunal, dans la promotion, la formation ou la gestion d'une société britannique.

### Réactions de Facebook
On ignore dans quelle mesure ceci pourrait être des conséquences des actions d'influence de SCL et de ses filiales ou partenaires, mais Facebook a annoncé en 2016 qu'il venait de découvrir des intrusions russes sur sa plateforme. Cependant, des documents acquis par le Wall Street Journal (des courriels de dirigeants, certains venant du PDG Mark Zuckerberg) prouvent qu'il en avait connaissance dès 2014.

### Nouvelles compagnies ou start-up créées par ou avec d'anciens membres de SCL ou Cambridge Analytica[70]
- Emerdata Limited, créé le 11 aout 2017 (10911848), dirigé par Rebekah Ann Mercer, Jennifer Mercer, Jacquelyn James-Varga (Mercer accountant), Gary Ka Chun Tiu (works with Johnson Chun Shun Ko, le partenaire d'affaires d'Erik Prince). Cambridge Analytica Holdings LLC (contrôlé par les Mercer) en serait le principal détenteur. Emerdata a été dirigé par Ahmad Al Khatib (qui fondera ensuite Auspex International, brièvement présenté ci-dessous), Johnson Chun Shun Ko (partenaire de la société d'Erik Prince dans « Frontier Services Group »), Cheng Peng — aka Sandy Peng (qui a travaillé avec Johnson Chun Shun Ko), Alexander James Ashburner Nix, Alexander Bruce Tayler et Julian David Wheatland[70]

- Auspex International Ltd, créée le 7 juin 2018 (no 11402411). Cette société se présente sur son site comme une société de conseils en communication basée sur les données, axée sur des campagnes politiques, sociales et de développement visant des résultats positifs. Ahmad Al Khatib (ancien directeur d'Emerdata Limited) est directeur et propriétaire d'Auspex, et Omar Al Khatib en est directeur[71]. Les parts de l'entreprise sont détenues (en juin 2019) par Vision Holdco Limited (800 pris) et par Vision Esop Limited (200 parts). Les employés déclarés sont Catalina Bodrug (chercheuse selon LinkedIn), James Hillier (Senior Campaign Manager selon LinkedIn) et Iona Daisy (Senior Project Manager selon LinkedIn)[70]. Auspex international, créé en juin 2018 inclut Visio Esop, et Questionardo Ltd (voir ci-dessous)[70].

- Vision Esop Ltd. , créée le 20 août 2018 (no 11526758). Ahmad Al Khatib en est le directeur et propriétaire, et les actionnaires étaient en août 2019 : Vision Holdco Limited (qui semble être propriété d'Al Khatib), Mark Turnbull (500 actions), Alastair Harris (83 actions), Iona O'Donnell (83 actions), Mihajlo Popesku (83 actions), Umar Akhtar (83 actions)[70].

- Questionardo Limited, créée le 19 aout 2020 par Auspex (no 12823944), Ahmad Al Khatib en est directeur et propriétaire. En 2020, la société se présente comme faisant des enquêtes alimentées par l'Intelligence artificielle et le crowdsourcing[70].

- Data Propria, Inc., créée le 1er février 2018 dans le Nevada (n° E0056442018–2)[72]. Cette entreprise, dirigée par Matt Oczkowski, se présente comme experte en science des données et du comportement et en storytelling (« Nous élevons l'art de la narration au lien entre la science et l'émotion. Nous recueillons, comprenons et appliquons les qualités rationnelles de l'interprétation humaine pour produire des résultats mesurables »[73]. Selon Associated Press, Data Propria est spécialisée dans le ciblage des électeurs et des consommateurs, et travaille de manière similaire à Cambridge Analytica, avec au moins 4 anciens employés de Cambridge Analytica. Elle a travaillé à tenter de faire réélire Trump en 2020[74]. La société est partiellement détenue par Brad Parscale (expert en médias numériques et de leur utilisation politique, ex-Webmaster (chargé de la stratégie numérique) du site de la campagne présidentielle de Donald Trump en 2016, puis directeur du « comité de réélection » chargé de travailler sur les élections de mi-mandat et sur la seconde campagne présidentielle de 2020)[75]. Elle est aussi partiellement détenue par Andrew Van Noy (président), Greg Boden, (secrétaire), Zack Barlett (trésorier). Comme employés déclarés en 2020, elle possède aussi Matt Oczkowski (Président), et David Wilkinson, E. Jerome G (data-ingénieurs). Ses succursales ou filiales sont :
  - Data Propria, Inc., succursale créée le 21 février 2018 au Texas (no 0802940677) et dirigée par Greg Boden et Zack Bartlett[76].
  - Data Propria UK Ltd, créée le 22 février 2016 au Royaume-Uni (no 10019808) avec comme administrateurs et propriétaires : Andrew Lewis Van Noy, Gregory Scott Boden, Zachary Morgan Bartlett[77].

- HuMn Behavior, LLC (n'existe plus) créée le 4 décembre 2014 par Matthew Oczkowski (n°E0607322014–1), en faillite le 1er septembre 2018[78], une société qui, selon Politico, a également travaillé pour la campagne 2020 de Donald Trump. L'entreprise a eu une succursale gérée par Todd Van Etten : HuMn Behavior, LLC (succursale) à Washington dans le District de Columbia (US) (n°EXTUID_4149723)[79].

- Campaign Inbox LLC, créée le 8 mars 2017, IN — Active (no 201703081184603), codirigée par Matt Oczkowski et par Jayson Manship (manager) et Parks Bennett (manager)[80].

- Acrion Global Ltd., créée le 3 aout 2018 au Royaume-Uni (no 11498139), codétenue et dirigée par Livia Krisandova, assistée de Peregrine Willoughby-Brown (Director et copropriétaire) et Martin Lengyel (ancien important propriétaire)[81]. Selon le site internet de l'entreprise, il s'agit d'une Agence de communication dédiée au développement et à la mise en œuvre de stratégies gagnantes de campagnes électorales. Une source note que Livia Krisandova a travaillé avec Alexander Nix et d'après son audition comme témoin devant la Chambre, Nix a demandé à Krisandova de contacter le bureau des conférenciers de Wikileaks[82].

- Clear Artificial Intelligence Limited ou Clear AI, créée le 13 juin 2018 au Royaume-Uni (no 11412332), dirigée par Adatala Dileswera Rao, Theepa Selvakumaran, et anciennement par Vivek Venkatesh Iyer et Ian Irvin Swycher. Parmi les propriétaires importants figurent : Clear Holdings Limited (BVI) et Anzen Limited (BVI)[83]. Parmi les employés déclarés figurent : Tee Ganbold (cofondateur et CMO de juin 2018 à juin 2020 selon son profil LinkedIn), Dilan Chavda (Senior Data Scientist selon son profil LinkedIn).

- Genus Technologies Ltd, créée le 9 mai 2016 au Royaume-Uni (no 10170621) et codirigé par deux lithuaniens (le Dr Tadas Jucikas, ancien de Cambridge Analytica w/Chris Wiley ; et Viktoras Jucikas) et (jusqu'au 20 décembre 2017) par le Dr Tobias Heinz Klepper (allemand, né en mai 1977, qui depuis le 9 mai 2016 était aussi directeur d'AIgenPulse limited [n°10170711], après avoir aussi dirigé la défunte start-up Satoru Analytics Limited [n°09650070] avec, entre autres Tadas Jucikas). Genus Technologies Ltd a créé une filiale détenue à 100 % : Genus Artificial Intelligence, Inc. (dite Genus IA).

- Whitehat Analytics Limited, créée le 10 mars 2015 (no 09482419), dirigée par Tadas Jucikas, Tobias Heinz Klepper[84].

- Phunware Opco, Inc. créée le 23 février 2009 (no 4658062), avec une filiale au Royaume-Uni : Phunware UK Limited, créée le 12 avril 2010 (no 07220617), Directors: Alan Scott Knitowski, Charles Claisse, Tushare Veinobhai Patel[85]